# Gas Gas MC
La Gas Gas MC fou un model de motocicleta de motocròs fabricat per Gas Gas del 1992 al 2009. Es comercialitzà en diverses cilindrades (des dels 50 fins als 250 cc), totes elles amb les mateixes característiques generals: motor de dos temps monocilíndric amb refrigeració líquida, frens de disc i amortidors de forquilla convencional davant i monoamortidor darrere. Estretament relacionada amb la gamma MC, Gas Gas fabrica des del 1989 l'EC d'enduro, per bé que aquesta es produeix en les cilindrades de 80, 200 i 300 cc (cilindrades no disponibles en la MC) i no en la de 65 cc. Tant la MC com l'EC, però, compartien les mateixes característiques generals: motor monocilíndric amb refrigeració líquida, frens de disc i amortidors de forquilla convencional davant i monoamortidor darrere.

## Versions

### Llista de versions produïdes
| Versió | Cilindrada | Anys        |
| ------ | ---------- | ----------- |
| 50     | 50         | 1992 - 1997 |
| Boy 50 | 50         | 2005 - 2006 |
| 65     | 65         | 2006 - 2007 |
| 125    | 125        | 2002 - 2007 |
| 250    | 200        | 1998 - 2009 |

1. ↑  Versió compacta de l'anterior MC 50

### 50
Fitxa tècnica
| Gas Gas MC 50      | Gas Gas MC 50                                  |
| Mecànica           | Mecànica                                       |
| ------------------ | ---------------------------------------------- |
| Tipus motor        | Monocilíndric 2T                               |
| CC                 | 49,38                                          |
| Diàmetre x Carrera | 39 x 41,8                                      |
| Refrigeració       | Líquida                                        |
| Distribució        | Lamel·lar                                      |
| Carburador         | Dell'Orto SHA 14/12                            |
| Encesa             | Electrònica CDI                                |
| Embragatge         | Multidisc en bany d'oli                        |
| Canvi              | Variomatic                                     |
| Transmissió        | Primària per engranatges Secundària per cadena |
| Engegada           | Pedal                                          |
| Part cicle         |                                                |
| Suspensió davant   | Forquilla invertida                            |
| Suspensió darrera  | Monoamortidor amb regulació de precàrrega      |
| Frens davant       | Tambor 50 mm                                   |
| Frens darrera      | Tambor 50 mm                                   |
| Pneumàtic davant   | 2,00-16                                        |
| Pneumàtic darrera  | 2,75-14                                        |

1. ↑  Dades corresponents a la versió de 1992,

### Boy 50
Fitxa tècnica
| Gas Gas MC Boy 50     | Gas Gas MC Boy 50                              |
| Mecànica              | Mecànica                                       |
| --------------------- | ---------------------------------------------- |
| Tipus motor           | Monocilíndric 2T                               |
| CC                    | 49,38                                          |
| Diàmetre x Carrera    | 39 x 41,8                                      |
| Refrigeració          | Líquida                                        |
| Distribució           | Lamel·lar                                      |
| Carburador            | Dell'Orto 19 mm                                |
| Encesa                | Electrònica CDI                                |
| Embragatge            | Multidisc en bany d'oli                        |
| Canvi                 | Variomatic                                     |
| Transmissió           | Primària per engranatges Secundària per cadena |
| Engegada              | Pedal                                          |
| Part cicle            |                                                |
| Suspensió davant      | Forquilla Marzocchi                            |
| Suspensió darrera     | Monoamortidor amb regulació de precàrrega      |
| Frens davant          | Disc 180 mm amb pinça AJP                      |
| Frens darrera         | Disc 150 mm amb pinça AJP                      |
| Pneumàtic davant      | 2,50-10                                        |
| Pneumàtic darrera     | 2,75-10                                        |
| Dimensions            |                                                |
| Alçada selló          | 620 mm                                         |
| Distància entre eixos | 900 mm                                         |
| Pes en sec            | 40 kg                                          |
| Capacitat dipòsit     | 3 litres                                       |

1. ↑  Dades corresponents a la versió del 2006.

### 65
Fitxa tècnica
| Gas Gas MC 65         | Gas Gas MC 65                                  |
| Mecànica              | Mecànica                                       |
| --------------------- | ---------------------------------------------- |
| Tipus motor           | Monocilíndric 2T                               |
| CC                    | 65                                             |
| Diàmetre x Carrera    | 45 x 40,8                                      |
| Refrigeració          | Líquida                                        |
| Distribució           | Lamel·lar                                      |
| Encesa                | Electrònica CDI                                |
| Embragatge            | Multidisc en bany d'oli                        |
| Canvi                 | 6 velocitats                                   |
| Transmissió           | Primària per engranatges Secundària per cadena |
| Engegada              | Pedal                                          |
| Part cicle            |                                                |
| Suspensió davant      | Forquilla invertida 35 mm                      |
| Suspensió darrera     | Monoamortidor amb regulació de precàrrega      |
| Frens davant          | Disc 180 mm amb pinça AJP                      |
| Frens darrera         | Disc 180 mm amb pinça AJP                      |
| Pneumàtic davant      | 60/100-14                                      |
| Pneumàtic darrera     | 80/100-12                                      |
| Dimensions            |                                                |
| Alçada selló          | 760 mm                                         |
| Distància entre eixos | 1.115 mm                                       |
| Pes en sec            | 55 kg                                          |
| Capacitat dipòsit     | 3,5 litres                                     |

1. ↑  Dades corresponents a la versió del 2007.

### 125
Fitxa tècnica
| Gas Gas MC 125        | Gas Gas MC 125                                     |
| Mecànica              | Mecànica                                           |
| --------------------- | -------------------------------------------------- |
| Tipus motor           | Monocilíndric 2T                                   |
| CC                    | 124                                                |
| Diàmetre x Carrera    | 54 x 54,5                                          |
| Refrigeració          | Líquida                                            |
| Distribució           | Lamel·lar                                          |
| Carburador            | 38 mm                                              |
| Encesa                | Digital CDI                                        |
| Embragatge            | Multidisc en bany d'oli                            |
| Canvi                 | 5 velocitats                                       |
| Transmissió           | Primària per engranatges Secundària per cadena     |
| Engegada              | Pedal                                              |
| Part cicle            |                                                    |
| Suspensió davant      | Forquilla invertida 45 mm amb regulació hidràulica |
| Suspensió darrera     | Monoamortidor amb regulació hidràulica             |
| Frens davant          | Disc 260 mm                                        |
| Frens darrera         | Disc 220 mm                                        |
| Pneumàtic davant      | 90/90-21                                           |
| Pneumàtic darrera     | 120/80-19                                          |
| Dimensions            |                                                    |
| Alçada selló          | 945 mm                                             |
| Distància entre eixos | 1.460 mm                                           |
| Pes en sec            | 92 kg                                              |
| Capacitat dipòsit     | 9,5 litres                                         |

1. ↑  Dades corresponents a la versió del 2007.

### 250
Fitxa tècnica
| Gas Gas MC 250        | Gas Gas MC 250                                             |
| Mecànica              | Mecànica                                                   |
| --------------------- | ---------------------------------------------------------- |
| Tipus motor           | Monocilíndric 2T                                           |
| CC                    | 249,3                                                      |
| Diàmetre x Carrera    | 66,4 x 72                                                  |
| Refrigeració          | Líquida                                                    |
| Distribució           | Lamel·lar                                                  |
| Carburador            | 38 mm                                                      |
| Encesa                | Digital CDI Kokusan amb doble mapeig ajustable al manillar |
| Embragatge            | Multidisc en bany d'oli                                    |
| Canvi                 | 5 velocitats                                               |
| Transmissió           | Primària per engranatges Secundària per cadena             |
| Engegada              | Pedal                                                      |
| Part cicle            |                                                            |
| Suspensió davant      | Forquilla invertida 50 mm amb regulació hidràulica         |
| Suspensió darrera     | Monoamortidor amb regulació hidràulica                     |
| Frens davant          | Disc 260 mm                                                |
| Frens darrera         | Disc 220 mm                                                |
| Pneumàtic davant      | 90/90-21                                                   |
| Pneumàtic darrera     | 120/80-19                                                  |
| Dimensions            |                                                            |
| Alçada selló          | 945 mm                                                     |
| Distància entre eixos | 1.476 mm                                                   |
| Pes en sec            | 98 kg                                                      |
| Capacitat dipòsit     | 9,5 litres                                                 |

1. ↑  Dades corresponents a la versió del 2009.